# The King of Nice
«The King of Nice» (укр. «Король гарного») — четверта серія тридцять четвертого сезону мультсеріалу «Сімпсони», прем'єра якої відбулась 16 жовтня 2022 року у США на телеканалі «Fox».

## Сюжет
Агент Красті кличе його на новосілля до Келлі Кларксон, щоб розважити дітей, хоча дітям байдуже на нього. Красті досліджує будинок і дивується, наскільки він шикарний. Ліндсі Нейджл підходить до Красті та говорить, що шикарні будинки збудовані за гроші від денних ток-шоу. Вона пропонує клоуну стати ведучим власного ток-шоу, і Красті неохоче приймає пропозицію.
Тим часом у супермаркеті сім'я Сімпсонів купує корм для собак. Мардж приголомшує кількість брендів і постійне докучання її родини. Коли Мардж пропонують взяти участь у фокус-групі, та швидко погоджується. Фокус-група під наглядом Ліндсі Нейджл призначена для нового ток-шоу Красті. Нейджл швидко дратують банальні пропозиції учасників. Згодом Мардж таки робить кілька хороших пропозицій, за що Ліндсі звільнила Джеррі, продюсера сегментів, і найняла Мардж на його місце. Поза будівлею Джеррі попереджає Мардж, що денне телебачення змінить її, і вона може або зберегти роботу, або зберегти душу…
Настав перший день роботи Мардж на Красті. Вона радо береться за роботу, і невдовзі приходить зйомка першого епізоду шоу «Красті». Шоу стало хітом, завдяки чому Красті потрапив на обкладинки багатьох журналів, і Мардж подобається, що її ідеї популярні серед глядачів. Невдовзі шоу швидко починає втручатися в особисте життя Мардж. Вона наає перевагу роботі, ніж сім'ї.
Наступного дня Ліндсі Нейджл відкидає всі ідеї Мардж, оскільки вони недостатньо хороші для шоу. Через стрес у Мардж починаються галюцинації та дивні сни про шоу та натхнення для ідей. Усі інші працівники також страждають від жорсткого графіка та необхідності працювати понаднормово.
Решта Сімпсонів і друзів Мардж розуміють, що їй більше не подобається працювати в шоу, попри те, що це її мрія. Однак, Мардж ігнорує всі благання вважаючи, що їм не подобається той факт, що вона стала владною та успішною жінкою.
У цей час Ліндсі Нейджл надсилає Мардж повідомлення увімкнути телевізор ― показують програму про токсичну атмосферу за лаштунками шоу «Красті». Мардж поспішає в офіс, де вона та решта співробітників шоу страждають від перенавантаження. Красті змушений зробити випуск з вибаченнями і взяти на себе повну відповідальність за все. Тим часом Мардж розуміє, що стала монстром, яка, так само, як і Ліндсі, погіршує справи іншим співробітникам. Мардж перериває вибачення, щоб сказати авдиторії, що Красті не має до цього жодного відношення. Після телефонного дзвінка Красті перебиває Мардж, відкидає її слова, і залишає шоу назавжди. За лаштунками Красті каже Мардж, що отримав пропозицію стати суддею Красті в новому телешоу про сімейний суд.
Згодом, коли сім'я дивиться нове телешоу Красті, до Мардж дзвонить Дрю Беррімор з проханням надати ідеї для її шоу. Дрю запитує Мардж, чи не хоче вона працювати на неї, але Мардж відмовляється, оскільки хоче подбати про свою сім'ю. Коли Мардж помічає, що в її родині знову панує хаос, вона каже Дрю, що зв'яжеться.
У сцені під час титрів у «Сегментах», психіатричній лікарні для працівників телебачення, Ліндсі Нейджл рекламує глядачам заклад. Коли одна з медсестер запитала її, з ким вона розмовляє, з'ясувалося, що ні з ким і, що вона також є пацієнткою лікарні…

## Культурні відсилання та цікаві факти
- Ліндсі порівнює прибутки від денних ток-шоу із прибутками від шоу «American Idol»[1].
- Шоу «Красті» ― сатира на «Шоу Елен Дедженерес»[2][1].
- Коли Барт говорить про «класичне „Шоу клоуна Касті“ із понад 700 випусків» ― це відсилання до самих «Сімпсонів»[1].

## Ставлення критиків і глядачів
Під час прем'єри серію переглянули 1,16 млн осіб, з рейтингом 0.4, що зробило її найпопулярнішим шоу на каналі «Fox» тієї ночі.
Тоні Сокол з «Den of Geek» дав серії три з половиною з п'яти зірок, сказавши, що серія «вище середнього, якщо бути гарними, завдяки безлічі візуальних приколів, які проходять повз так швидко, що робить серію однією з тих, що можна повторно переглянути».
Водночас, Метью Свінґовскі із сайту «Bubbleblabber» оцінив серію на 3/10, сказавши, що «серія рухається блискавичним темпом і пропонує дуже мало моментів, що викликають сміх».
Згідно з голосуванням на сайті The NoHomers Club більшість фанатів оцінили серію на 2/5 із середньою оцінкою 2,52/5.